# カンカン山
カンカン山（カンカンやま）は、北海道の中川郡豊頃町にある標高214.2mの山である。山頂には二等三角点「安骨山」が設置されている。

## 概要
日高山脈のコイカクシュサツナイ岳から東に伸びる支稜線を経て十勝平野南東部に形成される豊頃丘陵を構成する山で、西部の山塊では最も高い。またカンカン山を南北にかけてワッカリベツ林道が通じておりツーリングの場所として知られ、山頂すぐ南のコルは旅長峠と呼ばれる。
山名はカンカン川の源頭であることに由来し、アイヌ語の「カンカン（腸のように幾重にも屈曲して流れている川）」が語源である。なおカンカン川がかつて十勝川に流れていたところの右岸側の沿岸は「カンカンビラ（カンカン川・崖）」と呼ばれ、漢字表記で「寒々平」と書く。
登山道は存在しないものの季節問わず登られる。旅長峠からのルートがメインであるが山頂のすぐ近くであるためかなり短時間で登ることができる。